# Zwischbergen
Zwischbergen is een gemeente in het Zwitserse kanton Wallis. Zeneggen telt 86 inwoners.
De gemeente ligt ten zuiden van de Simplonpas. Het is een van de weinige Duitstalige gebieden in het stroomgebied van de Po. Tot de gemeente behoren de grensplaats Gondo in het dal van de Diveria en het nauwe Zwischbergental.
Ten noorden van Gondo ligt de indrukwekkende kloof de Gondoschlucht. Hierdoor is de weg aangelegd die naar de Simplonpas voert. Het Zwischbergental is nauwelijks bewoond. Het wordt omgeven door hoge bergen zoals de Seehorn (2439 m) en Pizzo d'Andolla (3654 m). Vanuit het dal loopt een weg omhoog naar het almengebied rondom de bergpas Furggu.
De grensplaats Gondo werd in oktober 2000 getroffen door een steenlawine die een grote verwoesting aanrichtte en dertien mensenlevens kostte. Een van de gebouwen die geraakt werd was de markante Stockalperturm uit 1666. Inmiddels is veel van de schade weer hersteld.

## Afbeeldingen

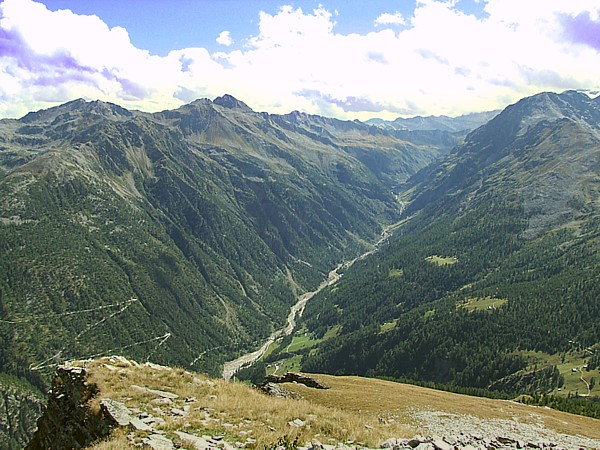
Zwischbergental vanaf de Seehorn

Brig-Glis · Eggerberg · Naters · Ried-Brig · Simplon · Termen · Zwischbergen
- Historisch woordenboek van Zwitserland: 002669
- Virtual International Authority File: 242751774